# Ласарильо с Тормеса
«Жизнь Ласари́льо с То́рмеса: его невзгоды и злоключения» (исп. La Vida de Lazarillo de Tormes: y de sus Fortunas y Adversidades) — испанская повесть, которая была издана анонимно в Бургосе, Алькала-де-Энаресе и Антверпене в 1554 году. Рассказывает о судьбе мальчика, поневоле становящегося плутом в жестокой борьбе с нищетой и голодом. Одно из наиболее ярких сочинений литературы Возрождения; положила начало плутовскому (шельмовскому) роману. Была опубликована в самый разгар испанской Инквизиции и позже запрещена католической церковью по причине резко антиклерикального характера произведения.

## Особенности стиля
Повесть изложена в виде письма от лица автора (по-видимому, молодого человека) к своему господину и содержит описание его злоключений в детском и подростковом возрасте, когда он был слугой, поочерёдно, у нескольких хозяев. Несмотря на комичность или трагикомизм многих ситуаций, автор на протяжении всей повести сохраняет доверительно-наивную манеру изложения.

## Сюжет
Ласарильо (уменьшительно-ласкательная форма имени Ла́саро, то есть Лазарь) рождается в небольшой деревне у города Саламанка недалеко от реки Тормес в очень бедной семье. Его мать — вдова мельника, погибшего на войне с маврами — начинает сожительствовать с конюхом-мавром по имени Саид, который помогает своей новой семье материально, крадя продукты и дрова у своих хозяев. Через некоторое время у Ласарильо появляется темнокожий братик. Едва начав говорить, братик, впервые обратив внимание на разницу цвета кожи своих родителей, говорит о своём отце указывая на него пальцем: «Мама, смотри: страшилище!». Это очень забавляет Ласарильо, который удивлённо-задумчиво восклицает: «Сколько же должно быть ещё людей в мире, которым лень посмотреть на себя в зеркало!».
Вскоре Саида разоблачают и жестоко наказывают за кражи. Мать Ласарильо переезжает в другой городок и начинает работать в таверне. Однажды там останавливается слепой странник и просит мать Ласарильо отдать ему мальчика в качестве слуги и поводыря. Из-за тяжёлой нужды мать соглашается. Так у Ласарильо появляется первый хозяин. Слепец оказывается довольно жестоким и скупым человеком, и Ласарильо, постоянно страдая от голода, учится воровать у своего собственного господина, который сам зарабатывает на хлеб чтением молитв, знахарством, гаданием и предсказаниями будущего. Чрезвычайно жестокое обращение слепца с Ласарильо вызовет у мальчика желание отомстить своему обидчику. Однажды, во время перехода из одного городка в другой, Ласарильо направляет слепца в сторону огромного каменного столба и говорит слепцу: «Здесь небольшой ручеёк. Соберись со всеми силами и постарайся прыгнуть как можно дальше, чтобы не обмочить ноги». Слепец следует совету Ласарильо и, сильно ударившись о столб, разбивает себе голову. Ласарильо в спешке покидает городок и скрывается от преследования.
В другом городке Ласарильо знакомится со священником, который предлагает ему работу в качестве алтарника. Священник оказывается ещё более скупым и буквально морит Ласарильо голодом, скрывая от него продукты, полученные от прихожан, в специальном сундуке, запираемом на ключ. Лишь во время похорон Ласарильо ест вдоволь, и поэтому он каждый день усердно молится, чтобы Бог сниспослал как можно больше покойников. К сожалению, замечает Ласарильо, за полгода во всём приходе умерло «всего лишь» двадцать человек. Когда священник на время отлучается, в церковь заходит бродячий жестянщик и спрашивает, не нужна ли кому его помощь. Ласарильо просит его подобрать ключ к сундуку и потом расплачивается с ним продуктами, извлечёнными из сундука. Вернувшись в церковь и обнаружив кражу, священник прогоняет Ласарильо. Мальчику снова приходится искать нового хозяина.
Его третьим господином становится обнищавший аристократ, одиноко живущий в большом, тёмном, опутанном паутиной и абсолютно пустом доме (вся мебель давно распродана). Аристократ настолько беден, что сам постоянно голодает, и Ласарильо из жалости начинает кормить своего господина, выпрашивая подаяния на улицах городка. Сам же аристократ, желая сохранить свою честь и своё достоинство, гордо расхаживает по городу, притворяясь, что живёт в роскоши. Однажды приходят хозяева дома и просят заплатить за съём жилья. Аристократ (который до этого часто и красноречиво хвастался о своём достоинстве и благородстве) ссылается на необходимость разменять крупную монету и сбегает.
Ласарильо приходится снова искать нового пристанища и новых хозяев. Одним из таких хозяев становится странствующий проповедник, занимающийся продажей индульгенций (возможно, фальшивых). Ласарильо становится свидетелем всевозможных махинаций своего нового господина.
Наконец, после многочисленных злоключений и страданий у разных хозяев и господ, Ласарильо, уже став подростком, находит работу глашатаем в казённом учреждении и женится на проститутке, на супружескую неверность которой Ласарильо (которого теперь уже величают Ласарем) не обращает внимания.
Повесть оканчивается словами: «О моих следующих похождениях я оповещу Вашу Светлость позже».

## Литературно-художественная и историческая значимость
Повесть положила начало целому жанру в испанской литературе — плутовскому роману, который позже приобрёл популярность и в других европейских странах. Героями плутовских романов становились жулики, авантюристы, прохиндеи и мошенники, как правило, вызывающие симпатии читателя. Традиции плутовского романа продолжили такие литературные произведения, как «Жизнеописание плута Гусмана де Альфараче» Матео Алемана (1599—1605), «La pícara Justina» («Плутовка Хустина») Франциско Лопеса де Убеда (1605), «Marcos de Obregón» («Маркос из Обрегона») Висенте Эспинеля (1618), «El buscón» («Мошенник») (1626), «Historia y Vida del Gran Tacaño» («Жизнь великого скупердяя») Франсиско де Кеведо (1627) и другие. Повесть «Ласарильо с Тормеса» упоминается в «Дон Кихоте» и есть основания полагать, что это произведение оказало определённое влияние на творчество Мигеля де Сервантеса. Прослеживается определённая преемственность персонажей Ласарильо и Дон Кихота: в первом случае речь идёт о первом знакомстве подростка с жизненной несправедливостью и злом, во втором случае — о борьбе уже взрослого человека с этими явлениями. И в том, и в другом случае для персонажей характерна наивность и простота в их восприятии мира.
«Ласарильо с Тормеса» не случайно написана анонимно: автор неминуемо был бы наказан Инквизицией, так как служители церкви показаны в повести с чрезвычайно негативной стороны. В целом, это произведение было своего рода реакцией на «рыцарские романы», героические мифологии и жития святых, которыми изобиловала испанская литература первой половины XVI века и в которых основные персонажи, как правило, изображались необычайно достойными, благородными и благочестивыми людьми. «Ласарильо с Тормеса» противопоставляет этой традиции непривычные доселе достоверность и реализм в описании жизни как простых людей, так и представителей привилегированных слоев населения. Само слово lazarillo стало синонимом слова «поводырь» в испанском языке, а выражение perro lazarillo стало означать собаку-поводыря.
Последние слова повести — «О моих следующих похождениях я оповещу Вашу Светлость позже» — открывают возможность для написания продолжения «Ласарильо с Тормеса». Этой возможностью воспользовались некоторые авторы более поздних времён, однако литературные достоинства их работ намного уступают оригиналу.

## Издания и экранизации
- 1893 — Лазарильо из Тормес и его удачи и неудачи / Перевод с испанского И. Гливенко. — журнал «Северный Вестник», 1893, № 11-12, Санкт-Петербург;
- 1913 — Лазарь-поводырь. Жизнь Лазаря с Тормеса, его бедствия и приключения / Перевод с испанского Г. Лозинского. — Санкт-Петербург: типография товарищества «Общественная польза», 1913. — 48 с. ; 22 см. Приложение к журналу «Вестник иностранной литературы» 1913, февраль;
- 1959 — Ласарильо из Тормеса / El lazarillo de Tormes — (Италия, Испания). Режиссёр Сезар Фернандес Ардавин[исп.], в главной роли Марко Паолетти.
- 1973 — Приключения Лазаре / ლაზარეს თავგადასავალი — (СССР). Режиссёры Картлос Хотивари и Рамаз Хотивари, в главной роли Гега Кобахидзе. Фильм по мотивам повести, действие перенесено в Грузию.
- 1987 — Плуты / I Picari — (Италия, Испания). Режиссёр Марио Моничелли, в главной роли Энрико Монтесано.
- 2001 — Ласаро из Тормеса / Lázaro de Tormes — (Испания). Режиссёры Фернандо Фернан Гомес, Хосе Луис Гарсия Санчес[исп.], в главной роли Рафаэль Альварес 'Эль Брухо'[исп.].